# Andreas Gianniotis
Andreas Gianniotis (Serres, 18 december 1992) is een Griekse doelman die sinds 2019 uitkomt voor Maccabi Tel Aviv. Hij werd in 2017 en 2018 uitgeroepen tot Doelman van het jaar in Griekenland.

## Carrière
Gianniotis werd in 2012 door Olympiakos Piraeus weggeplukt bij Ethnikos Gazoros. Gianniotis kwam er echter niet aan spelen toe. Olympiakos leende de doelman drie keer uit: eerst aan Fostiras FC, dan aan PAS Giannina en later aan Panionios. Met deze laatste club speelde hij in het seizoen 2016/17 zo'n goed seizoen dat hij na afloop van het seizoen werd uitgeroepen tot Doelman van het jaar in Griekenland.
Toen Gianniotis na zijn terugkeer van Panionios opnieuw geen kans op speelgelegenheid kreeg, verruilde hij in september 2017 Olympiakos Piraeus op definitieve basis voor Atromitos FC. Gianniotis speelde opnieuw een zeer goed seizoen, waarop hij voor het tweede seizoen op rij werd verkozen tot Doelman van het jaar. Deze prestatie bleef niet onopgemerkt: amper een seizoen na zijn vertrek bij Olympiakos Piraeus haalde de club hem terug.
Tijdens zijn tweede passage bij Olympiakos kreeg Gianniotis wél speelkansen. Naast zeven competitie- en een bekerwedstrijd speelde hij ook vijf Europese wedstrijden. Uiteindelijk verloor hij zij plaats aan José Sá. In juni 2019 stapte hij over naar Maccabi Tel Aviv.